# 愛璃みい
愛璃 みい（あいり みい、1989年3月15日 - ）は、日本のAV女優。プライムエージェンシー所属。
東京都出身。血液型:O型。身長:154cm。スリーサイズ:B83(C-65)・W55・H83。

## 略歴・人物
2008年にデビューしたロリ系のAV女優である。2009年10月TMAから発売された「軽音部！」で主人公を熱演。一部映像がニコニコ動画にアップされるなどして、知名度をあげた。

## 出演作品

### イメージビデオ
- ハックツ美少女 08 （2008年6月27日、グラッツコーポレーション） ※「藍那りり」名義
- 尻有 No.002 （2008年8月7日、グラマラスキャンディ） ※「藍那りり」名義

### アダルトビデオ

#### 2008年発売
| 作品タイトル                 | 発売日  | メーカー     | 備考 |
| ---------------------------- | ------- | ------------ | ---- |
| ZERO 素人以上、女優未満。 10 | 12月2日 | プレステージ |      |

#### 2009年発売
| 作品タイトル | 発売日                                      | メーカー                 | 備考               |
| --- | ------------------------------------------- | ------------------------ | ------------------ |
| 学園天国 〜第一章〜 | 1月1日                                      | プレステージ             |                    |
| 顔射の美学 11 | 2月3日                                      | プレステージ             |                    |
| 生撮りスイッチ 3 | 3月24日                                     | プレステージ             |                    |
| 首都圏 援交 59 | 4月1日                                      | プレステージ             |                    |
| 今まで付き合った女性の中でナンバーワン!! 僕とは釣り合わないほど可愛かったあの元カノともう一度SEXがしたい!!                                     | 5月21日                                     | SODクリエイト            | 「澤田みきえ」名義 |
| Angel Mie | 6月1日                                      | グラフィス               |                    |
| ままごと倶楽部 みい18歳 | 7月4日                                      | HMJM                     |                    |
| 発禁寸前 File.10 | 7月5日                                      | NON                      | 「真野汐里」名義   |
| アクメ自転車でSOD女子社員がイクッ!! アクメ第5.5形態                                                                                            | 8月6日                                      | SODクリエイト            | 「秋山七海」名義   |
| 調教×美少女M | 8月14日                                     | アップス                 |                    |
| 20センチ少年 | 8月15日                                     | NON                      | 「真野汐里」名義   |
| まんびらきオナニー 2 | 9月4日                                      | オフィスケイズ           | オムニバス作品     |
| 女子大生を犯して中出し | 9月15日                                     | 隼エージェンシー         | オムニバス作品     |
| フェラコレ 女子校生編 | 9月15日                                     | 隼エージェンシー         | オムニバス作品     |
| LEGS＋ 5 パンスト・タイツの悩殺 | 9月18日                                     | HRC                      |                    |
| ふたなり同級生物語 | 9月20日                                     | イマージュ               |                    |
| 夜サポ | 9月20日                                     | プリモ                   | オムニバス作品     |
| 美少女に見つめられながら手コかれちゃった僕。                                                                                                   | 9月25日                                     | アロマ企画               | オムニバス作品     |
| 美少女デリバリー | 9月26日（レンタル）／10月23日（セル）       | クリスタル映像           | オムニバス作品     |
| 帰宅部少女 | 9月26日                                     | ラマ                     |                    |
| 顔射されているウブな女の子が見たい!でもいきなり顔射はさすがにできないので、乳製品CM偽オーディションを開催して真っ昼間から堂々と牛乳顔射を堪能! | 10月8日                                     | Hunter                   |                    |
| 軽音部! | 10月9日                                     | TMA                      |                    |
| 制服失禁レイプ | 10月13日                                    | マルクス兄弟             |                    |
| メガネ妹にフェラされたら最高 | 10月13日                                    | マルクス兄弟             | オムニバス作品     |
| 生意気な女を!! レイプする!! | 10月15日                                    | 隼エージェンシー         | オムニバス作品     |
| JK援交 VOL.7 ガチ中出し | 10月19日                                    | サムシング               |                    |
| お馬鹿な!ニート女を! ダマして中出し | 10月19日                                    | ミスター・インパクト     | オムニバス作品     |
| 女の「ヤリたいサイン」を見逃すな! OFFからONへのアイコンタクト                                                                                  | 10月20日                                    | ピーターズ               | オムニバス作品     |
| 美少女デリバリー | 10月23日                                    | ケイ・エム・プロデュース |                    |
| 可愛いおならの言い訳 | 10月23日                                    | オフィスケイズ           |                    |
| 腰クネ W☆i F☆t | 10月23日                                    | オフィスケイズ           | オムニバス作品     |
| 放課後の女子校生 3 | 10月24日（レンタル）／11月20日（セル）      | クリスタル映像           | オムニバス作品     |
| 南アルプス 天然女子校生 | 10月25日                                    | ビッグモーカル           |                    |
| B.B.ボーイズ番外編 女子校生の乳首弄（いじ）りアルバイト 2                                                                                      | 10月25日                                    | アロマ企画               | オムニバス作品     |
| JK・女子校生の放課後 センズリお手伝い フェラ編 3                                                                                               | 11月6日                                     | 映天                     | オムニバス作品     |
| 乳首をいじられて感じちゃった私。 2 | 11月13日                                    | アロマ企画               | オムニバス作品     |
| ロリ性体 幼いカラダの女の子と自宅で二人きりになれたら…                                                                                         | 11月18日                                    | ロータス                 | オムニバス作品     |
| ソルトシャワー 美熟女のおしっこみせて! | 11月19日                                    | ゲロニア                 | オムニバス作品     |
| オフィスレディ WITH パンティーストッキング&黒タイツ スペシャル                                                                                 | 11月20日                                    | HRC                      |                    |
| 放課後の女子校生 vol3 | 11月20日                                    | ケイ・エム・プロデュース | オムニバス作品     |
| 10人のぱねェ〜コキコキ天国 | 11月20日                                    | プリモ                   | オムニバス作品     |
| バズーカ舌上発射! | 12月1日                                     | ワンズファクトリー       | オムニバス作品     |
| 働くオンナ狩り 12＋SP 【美容師編＋SPECIAL編】                                                                                                  | 12月1日                                     | プレステージ             |                    |
| カワイイ娘 極みのおしり | 12月4日                                     | 映天                     | オムニバス作品     |
| 究極のエロモニター調査隊 破局!? 素人カップルリアルドキュメント!! 彼氏を試す彼女 3                                                              | 12月10日                                    | ブリット                 |                    |
| 私は痴女 第60報告書 気持ちイイ事いっぱいシテシテ                                                                                               | 12月12日（レンタル）／2010年1月8日（セル）  | クリスタル映像           | オムニバス作品     |
| 突然、連続2回しゃぶられちゃった僕。 DX G-18ver.                                                                                                | 12月13日                                    | アロマ企画               | オムニバス作品     |
| フェラコレ 特別編 2 増量4時間ぜーんぶWフェラ                                                                                                   | 12月15日                                    | 隼エージェンシー         | オムニバス作品     |
| こだわりの手コキ 4時間SP 40人のハンドメイド 14                                                                                                 | 12月15日                                    | 隼エージェンシー         | オムニバス作品     |
| JK・女子校生の放課後 センズリお手伝い 手コキ編 3                                                                                               | 12月18日                                    | 映天                     | オムニバス作品     |
| すっぽんディープスロート | 12月25日                                    | アロマ企画               | オムニバス作品     |
| 「ザーメン ドラッグ」 1 | 12月26日（レンタル）／2010年1月22日（セル） | クリスタル映像           | オムニバス作品     |

#### 2010年発売
| 作品タイトル | 発売日   | メーカー               | 備考           |
| --- | -------- | ---------------------- | -------------- |
| 制服少女の接吻 | 1月1日   | ワンズファクトリー     |                |
| 痙攣の館 7 | 1月1日   | プレステージ           |                |
| 私は痴女 第60報告書 気持ちイイ事いっぱいシテシテ                                                                     | 1月8日   | クリスタル映像         |                |
| 汗くさい疲れたチ○ポ、頑張って癒します。 5人の可愛い女の子VS仕事帰りのホロ酔い中年サラリーマン                        | 1月20日  | ピーターズ             | オムニバス作品 |
| フェラコレ2010冬SP                                                                                                   | 1月15日  | 隼エージェンシー       | オムニバス作品 |
| 激イキ!女子校生のディルドオナニー 女子校生のリアルなイキ顔                                                           | 1月22日  | 映天                   | オムニバス作品 |
| 女子校生のフェラテク向上委員                                                                                         | 1月22日  | 映天                   |                |
| .極みの乳首 | 1月22日  | 映天                   |                |
| 「ザーメン ドラッグ」 1                                                                                              | 1月22日  | クリスタル映像         |                |
| と〜っても可愛いメガネ妹の乳首舐めと手コキ                                                                           | 2月1日   | ワンズファクトリー     | オムニバス作品 |
| 「貴女ほどの美しい方が何故ここに！噂の美人掃除婦の顔に小便したてのフニャチンを押し付け勃起させたらヤれるか？」 VOL.1 | 2月18日  | DANDY                  | オムニバス作品 |
| 高額バイト 5 某国立音楽大学3年生 微乳ロリータクラリネット演奏家                                                      | 2月19日  | ドグマ                 |                |
| 援交目的女子校生に生中出し                                                                                           | 2月25日  | 隼エージェンシー       | オムニバス作品 |
| フェラコレ 女子校生編 2                                                                                              | 2月25日  | 隼エージェンシー       | オムニバス作品 |
| ロリータ中出し強姦                                                                                                   | 2月26日  | TMA                    | オムニバス作品 |
| 素人ギャルズ ［LEVEL A］ Ver.W                                                                                       | 2月26日  | EROTICA                | オムニバス作品 |
| ガマン汁全開!!亀頭責め手コキ                                                                                         | 3月1日   | ワンズファクトリー     |                |
| 貧乳縞パンツインテール                                                                                               | 3月12日  | TMA                    | オムニバス作品 |
| JK・女子校生の放課後 侵入!女子校生夜這い 2                                                                           | 3月19日  | 映天                   | オムニバス作品 |
| ソルトシャワー 熟若女のおしっこみせて! Vol.6                                                                         | 4月19日  | ゲロニア               | オムニバス作品 |
| 部活少女12人4時間 | 4月27日  | ラマ                   |                |
| 癒らし。 VOL.71 | 5月1日   | アウダースジャパン     |                |
| まんぐりオナニー | 5月1日   | 映天                   | オムニバス作品 |
| 放課後 JK 8時間 | 5月14日  | クリスタル映像         |                |
| ふたなりレズビアン物語 3時間DX 3組6人                                                                                | 5月15日  | スターパラダイス       |                |
| 街で見かけた素人カップルをナンパ! 彼氏の見ている前で恥かしい初レズ体験                                               | 5月20日  |                        |                |
| 極選4時間 私は痴女4                                                                                                  | 6月11日  | クリスタル映像         |                |
| LEGS＋パンスト＆タイツ EXPERT-2                                                                                      | 6月18日  | HRC                    |                |
| タマチオ 2 〜金玉を責める女たち〜                                                                                    | 6月18日  | オフィスケイズ         |                |
| JK援交 ロリ中出し 4時間                                                                                              | 6月24日  | サムシング             |                |
| THE 美少女デリバリー4時間                                                                                            | 6月25日  | クリスタル映像         |                |
| 手を使わないフェラチオ 5                                                                                             | 7月2日   | オフィスケイズ)        | オムニバス作品 |
| 人気女優とSEX 4時間                                                                                                  | 7月2日   | 映天                   |                |
| コスプレイヤー つぼみ HD （ブルーレイディスク）                                                                      | 7月2日   | TMA                    |                |
| 34人のおっぱいを揉んで吸いまくる 4                                                                                   | 7月13日  | ミスター・インパクト   | オムニバス作品 |
| パンツいぢり76人 4時間                                                                                               | 7月23日  | アイビーワークス       |                |
| レイプ240 VII 蹂躙される11人の女たち                                                                                 | 7月25日  | ハヤブサエージェンシー |                |
| 女子校生のお掃除クンニ                                                                                               | 8月6日   | オフィスケイズ         |                |
| 女子校生マジ泣きイラマチオ                                                                                           | 8月6日   | オフィスケイズ         |                |
| 中○生レイプ Collection HD （ブルーレイディスク）                                                                     | 8月13日  | アイビーワークス       |                |
| キスして手コキして抜いてあげるII                                                                                     | 8月13日  | ミスター・インパクト   |                |
| 女子校生穴パンディルドオナニー                                                                                       | 8月20日  | オフィスケイズ         |                |
| 僕の妹のフェラチオは最高に気持ちイイ                                                                                 | 10月1日  | ワンズファクトリー     |                |
| 陰毛いじり 2 〜絶景の恥丘、濡れるアンダーヘアー!!〜                                                                  | 10月15日 | 映天                   |                |
| ロ○ータ貧乳乳もみインタビュー                                                                                        | 11月1日  | Fetishist/妄想族       |                |
| Best Scene of 癒らし。 4                                                                                             | 12月17日 | アウダースジャパン     |                |
| 女子校生のディルドオナニー 8                                                                                         | 12月17日 | オフィスケイズ         |                |
| 貧乳大全集 2枚組8時間                                                                                                | 12月24日 | TMA                    |                |
| HAYABUSA作品集 2 | 12月25日 | ハヤブサエージェンシー |                |

#### 2011年発売
| 作品タイトル                                                                | 発売日   | メーカー          | 備考 |
| --------------------------------------------------------------------------- | -------- | ----------------- | ---- |
| もっと手コかれたい僕達へ… 美少女にいっぱい手コかれちゃった僕。 《G-18》BEST | 1月13日  |                   |      |
| コスプレ HYPER BEST HD 4時間                                                | 1月28日  | TMA               |      |
| 性の異文化交流 日米ディルドオナニー対決                                     | 3月18日  | 映天              |      |
| 縞パン HISTORY 2枚組8時間                                                   | 3月25日  | TMA               |      |
| TMA PRICE 980 中出しロ●ータ                                                 | 4月8日   | TMA               |      |
| 制服失禁レイプコレクション                                                  | 4月13日  | マルクス兄弟      |      |
| 女子●生の蒸れた生パンティーの中でち○ぽシゴきまくって発射                    | 4月19日  | Fetish Box/妄想族 |      |
| 貧乳 HYPER BEST HD＋DVD （DVD＋Blu-ray Disc 2枚組）                         | 5月13日  | TMA               |      |
| エロい!!カワいい!!女を無理やり犯す                                          | 5月25日  | 隼エージェンシー  |      |
| レオタード&白タイツ                                                         | 5月27日  | HRC               |      |
| 巨乳・爆乳 徹底的に乳首いじり 決定版4時間                                   | 8月19日  | ex                |      |
| 女子校生100人斬り！！ HD 8時間                                              | 9月9日   | TMA               |      |
| 接吻女子 20人4時間                                                          | 10月13日 | マルクス兄弟      |      |
| 帰宅部少女 厳選4時間コレクション                                            | 10月25日 | ラマ              |      |
| 痴女百選8時間DX 2                                                           | 12月02日 | クリスタル映像    |      |
| SUPER悶絶フェラ50人4時間BEST                                                | 12月02日 | OFFICE K’S        |      |

#### 2012年発売
| 作品タイトル                                               | 発売日   | メーカー           | 備考 |
| ---------------------------------------------------------- | -------- | ------------------ | ---- |
| コスプレ騎乗位80人 8時間 HD                                | 1月13日  | TMA                |      |
| THE 放尿・失禁 44人4時間                                   | 1月15日  | ワンズファクトリー |      |
| メガネが似合うエロカワ娘 50人4時間                         | 3月13日  | マルクス兄弟       |      |
| 美少女1泊2日中出し温泉旅行 05                              | 3月22日  | プレステージ       |      |
| THE BEST お貸しします。 50人8時間DX                        | 5月4日   | クリスタル映像     |      |
| 女子校生 完全夜這いスペシャル 4時間                        | 5月4日   | ex                 |      |
| 舌上発射とごっくんの世界                                   | 5月13日  | マルクス兄弟       |      |
| 競泳水着×ぬるぬるローション×23人4時間                      | 6月1日   | ワンズファクトリー |      |
| 【AV30】S-Cute 制服娘コレクション 8時間                    | 7月13日  | S-Cute             |      |
| JK援交 10人4時間 ロリ編                                    | 08月24日 | サムシング         |      |
| 失神寸前！イクまで腰が止まらない！！ディルドオナニー 4時間 | 11月01日 | ABC/妄想族         |      |
| 妹系彼女とのドキドキエッチSP                               | 11月23日 | アウダースジャパン |      |

#### 2013年発売
| 作品タイトル                                                              | 発売日   | メーカー     | 備考 |
| ------------------------------------------------------------------------- | -------- | ------------ | ---- |
| 妹★パラダイス 50人4時間                                                   | 1月25日  | マルクス兄弟 |      |
| イラマチオ50人4時間                                                       | 2月13日  | マルクス兄弟 |      |
| 引き裂かれた被虐の制服 NON-STOP4時間                                      | 2月13日  | マルクス兄弟 |      |
| 生姦中出し100連発！た〜っぷり8時間                                        | 2月25日  | マルクス兄弟 |      |
| 月刊ジャネス 背後から手コキ 4時間 SPECIAL                                 | 4月5日   | ジャネス     |      |
| 平均身長149cmのカラダの小さな女の子20人とオッサンとの特濃SEXたっぷり4時間 | 6月21日  | NON          |      |
| 女子校生中出し 100人8時間                                                 | 10月13日 | マルクス兄弟 |      |

#### 2014年発売
| 作品タイトル             | 発売日 | メーカー     | 備考 |
| ------------------------ | ------ | ------------ | ---- |
| 首都圏 援交BEST 10時間 3 | 1月1日 | プレステージ |      |

### アダルトサイト
- S-Cute 6th No.70 MII （S-Cute）
- S-Cute Short No.294 MII （S-Cute）
- S-Cute 6th No.96 MII （S-Cute）
- S-Cute Short No.319 MII （S-Cute）
- 愛璃みい （JK5）
- あいりみい （フェチボックス）
- OL★SWEET LOVE 青木みう （制服OL! CLUB PAPER MOON）
- Angel 04.MIE （REAL STREET ANGELS）

## 電子書籍

### デジタル写真集
「藍那りり」名義
- 美少女画報 アイドルfile 『一緒に遊ぼうよ!』 （2008年8月14日、pad inc.,） - 撮影:郡司大地
- エロエロ! 『ねぇ、Hしない?』 （2008年9月4日、pad inc.,） - 撮影:郡司大地
- ギリエロEX 『お尻にシテ!』 （2008年9月25日、pad inc.,） - 撮影:郡司大地
- ギリエロEX 『濡れちゃった!』 （2008年10月9日、pad inc.,） - 撮影:郡司大地
- ゲキ写! （2009年6月25日、pad inc.,） - 撮影:郡司大地